# Gianluca Pianegonda
Gianluca Pianegonda (Thiene, 23 september 1968) is een Italiaans voormalig beroepswielrenner, van 1995 tot 1999. Pianegonda reed onder meer voor Mapei en Lampre. Hij behaalde twee zeges. Een daarvan is de Brabantse Pijl in 1997.

## Overwinningen
1986
- Eindklassement Giro di Basilicata, Junioren

1994
- Gran Premio Palio del Recioto

1995
- 1e etappe Regio Tour International

1997
- Brabantse Pijl

## Resultaten in voornaamste wedstrijden
| Jaar | Ronde van Italië | Ronde van Frankrijk | Ronde van Spanje |
| ---- | ---------------- | ------------------- | ---------------- |
| 1995 |                  |                     | opgave (1)       |
| 1996 | opgave           |                     |                  |
| 1997 | 101e             |                     |                  |

| Jaar | Milaan-San Remo | Gent-Wevelgem | Ronde van Vlaanderen | Parijs-Roubaix | Brabantse Pijl | Omloop Het Volk | Kuurne-Brussel-Kuurne |
| ---- | --------------- | ------------- | -------------------- | -------------- | -------------- | --------------- | --------------------- |
| 1995 | 70e             |               | 30e                  | 76e            |                | 10e             |                       |
| 1996 | 13e             | 62e           | 12e                  |                | ↑              | 10e             | Brons                 |
| 1997 |                 | 47e           |                      |                | ↑              |                 |                       |